# Élections générales de 1964 à Gibraltar
Les élections législatives de Gibraltar en 1964 se sont tenues en 1964 pour élire les 11 membres du parlement pour un nouveau mandat de quatre ans.

## Résultats
| Parti | Parti                                                  | Sièges | +/- |
| ----- | ------------------------------------------------------ | ------ | --- |
|       | Association pour la promotion des droits civils (AACR) | 5      | 2   |
|       | Indépendant                                            | 6      | 2   |
| Total | Total                                                  | 11     | 4   |